# میلتوون (داکوتای جنوبی)
میلتوون(به انگلیسی: Milltown) شهری در ایالت داکوتای جنوبی کشور ایالات متحده آمریکا است که جمعیت آن در سرشماری سال ۲۰۱۰ میلادی، ۱۰ نفر بوده‌است.